# Никола Ивановски
Никола Ивановски (на македонска литературна норма: Никола Ивановски) е виден юрист от Северна Македония, председател на Конституционния съд на страната от 2016 до 2019 година.

## Биография
Роден е на 15 май 1960 година в град Скопие, тогава във Федерална Югославия. В 1983 година завършва на Юридическия факултет на Битолския университет. В 1985 година полага съдийски изпити. Работи в Окръжния стопански съд – Скопие от 1984 до 1988 година, когато става съдия в градския съд в Скопие 1. В 1996 година започва самостоятелна адвокатска практика в Скопие. В 1999 година отново става съдия в градския съд в Скопие. През август 2008 година е избран за член на Съвета на прокурорите на Република Македония. На 1 юни 2012 година е избран за съдия в Конституционния съд на страната.